# Dauin

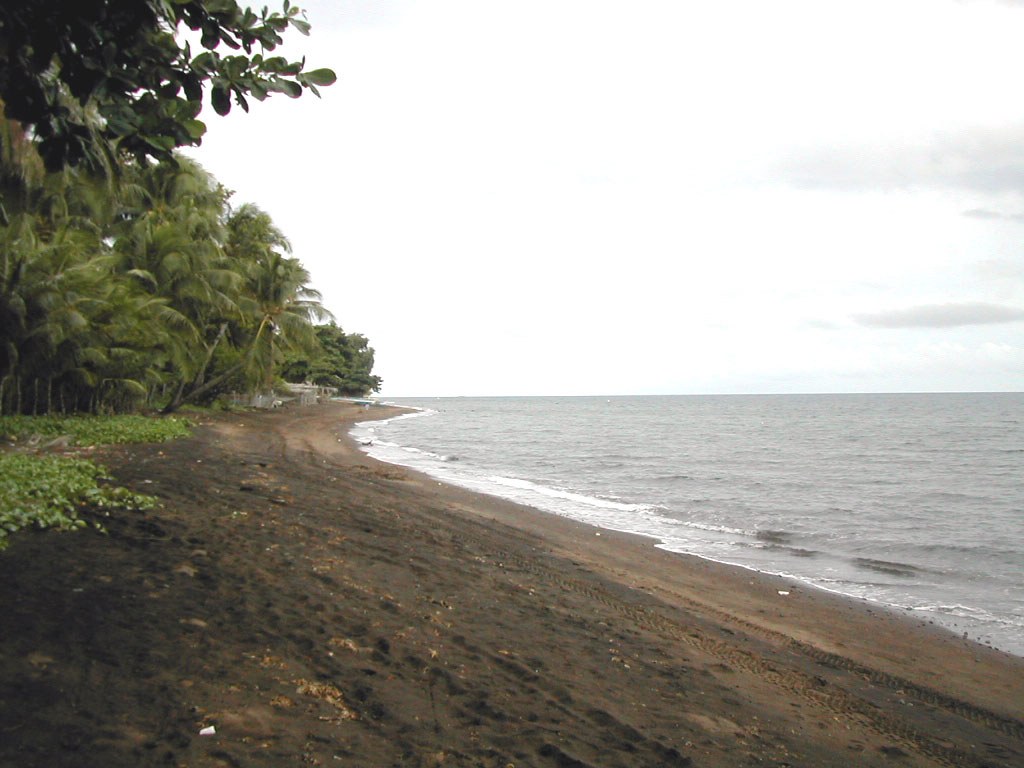
Platja a Dauin.

Dauin és un municipi de la província de Negros Oriental, a la regió filipina de les Visayas Centrals. Segons les dades del cens de l'any 2007 té una població de 23.681 habitants distribuïts en una superfície de 114,10 km².

## Divisió administrativa
Dauin està políticament subdividit en 23 barangays.
| - Anahawan - Apo Island - Bagacay - Baslay - Batuhon Dacu - Boloc-boloc - Bulak - Bunga | - Casile - Libjo - Lipayo - Maayongtubig - Magsaysay - Mag-aso - Malongcay Dacu - Masaplod Norte | - Masaplod Sur - Panubtuban - Poblacion I - Poblacion II - Poblacion III - Tugawe - Tunga-tunga |